# Deutsch-singapurische Beziehungen
Ü
Im November 2015 feierten Deutschland und Singapur den 50. Jahrestag der Deutsch-Singapurischen Beziehungen. Nachdem Singapur 1965 seine Unabhängigkeit erklärte, wurde das dort ansässige deutsche Konsulat zur deutschen Botschaft aufgewertet. Seitdem wurden die diplomatischen Beziehungen sowohl auf wirtschaftlicher, als auch kultureller Ebene vertieft. Ein wichtiger Punkt dabei war die „Deutsch-Singapurische Erklärung“ im Dezember 2005, welche die Zusammenarbeit in diesen Bereichen intensivieren sollte.

## Diplomatie
Die Botschaft von Singapur hat ihren deutschen Standort seit April 1973 in Bonn, im August 1999 zog sie in die neue Landeshauptstadt Berlin um. Beide Länder statteten sich gegenseitig hochrangige Besuche ab, um ihre bilaterale Beziehung zu stärken. So besuchte im Februar 2015 der singapurische Premierminister Lee Hsien Loong die Bundeskanzlerin Angela Merkel, welche er zuletzt zehn Jahren zuvor, als erster ausländischer Gast, bei deren Amtsantritt beehrte. Die Bundeskanzlerin war zuletzt im Juni 2011 in Singapur, um die Beziehung zu stärken. Der Bundesaußenminister Westerwelle traf zudem im Februar 2013 auf den singapurischen Außenminister Kasiviswanathan Shanmugam in Singapur. Als erstes singapurisches Staatsoberhaupt überhaupt besuchte im Dezember 2019 Präsidentin Halimah Yacob Deutschland.
2024 reiste Staatsminister Tobias Lindner für einen Besuch nach Singapur.

## Wirtschaft
Singapur ist Deutschlands wichtigster Handelspartner innerhalb der ASEAN-Staaten. Deutschland ist Singapurs zweitwichtigster Partner innerhalb der Europäischen Union (EU). Für deutsche Investoren gilt der Stadtstaat aufgrund seiner optimalen geographischen und stabilen wirtschaftlichen Lage als erster Anknüpfungspunkt an den asiatischen Markt. Die von der Regierung geschaffenen steuerlichen Anreize für ausländische Firmen und Fachkräfte sind dabei ein weiterer Standortfaktor. Mittlerweile sind über 1450 deutsche Unternehmen in Singapur registriert (Stand 2015), unter anderem BASF, SAP und Daimler, aber auch immer mehr mittelständische Unternehmen. Diese steigenden Verflechtungen liegen zudem den vielen deutsch-singapurischen Verbänden zugrunde. So bietet das German Centre Singapore oder Auslandshandelskammer (AHK) Singapur, 1995 eine Hilfe für den Aufbau deutscher Unternehmen in Asien an, das German Singapore Business Forum (1994) vernetzt deutsche und singapurische Unternehmen.

## Handel
Deutschland und Singapur sind sowohl durch bilaterale, als auch multilaterale Kooperationen miteinander verbunden. Beide Länder sind Mitglieder der World Trade Organisation (WTO) und nehmen am Asia-Europe Meeting (ASEM) teil. Die deutsche Wirtschaft profitiert dabei stark von seiner Kooperation mit Association of Southeast Asian Nations (ASEAN). Vor allem die deutschen Umwelttechnologien für erneuerbare Energien finden viel Anklang bei den Mitgliedstaaten. Im Februar 2011 wurde erstmals ein Wirtschaftsgipfel von der Europäischen Union (EU) und Association of Southeast Asian Nations (ASEAN) in Singapur abgehalten. Im Frühjahr 2013 folgte daraufhin die Unterzeichnung eines Freihandelsabkommens zwischen der Europäischen Union und Singapur, welches im weltweiten Handel als aktivstes Land des Verbandes angesehen wird. Die hohe Exportlastigkeit und die niedrigen Zölle fördern dabei die ausländischen Direktinvestitionen. Im Jahr 2013 betrug das Gesamthandelsvolumen zwischen Deutschland und Singapur 21 Mrd. Singapur-Dollar (SGD). Den größten Anteil daran bildet der Waffenhandel Deutschlands, Singapur liegt unter den Top 10 Empfängerländern von Waffenexporten der Bundesrepublik. Deutschland importiert aus Singapur hauptsächlich Datenverarbeitungsgeräte, elektronische und chemische Erzeugnisse und Maschinen.

## Kennzahlen (Stand 2014)
Handelsvolumen zwischen Deutschland und Singapur
- Gesamthandelsvolumen: 20.306,6 (in Mio. SGD)
- Deutsche Importe aus Singapur: 6.842,2 (in Mio. SGD)
- Deutsche Exporte nach Singapur: 13.482,2 (in Mio. SGD)

## Bildung
Seit 1990 besteht zwischen Deutschland und Singapur ein Kulturabkommen. Dabei steht vor allem die Arbeit des Goethe-Instituts im Vordergrund. Es fördert und unterstützt den internationalen Austausch, unter anderem durch ein breites Angebot an Sprachkursen und vielfältigen, kulturellen Veranstaltungen zur Veranschaulichung deutscher Kultur. Darüber hinaus gibt es auf akademischer Ebene weitere Institutionen, welche den kulturellen und bildungspolitischen Dialog voranbringen. Der Deutsche Akademischer Austauschdienst (DAAD) begünstigt die Internationalisierung der Hochschulen und verteilt Stipendien an Studenten weltweit. Sein Sitz in Singapur besteht seit September 2001. Die German European School Singapur (GESS) besteht seit 1971 und ist eine der größten deutschen Auslandsschulen in Asien. Zudem zählen das Fraunhofer-Institut Singapur, das German Institute of Science and Technology (GIST-TUM Asia), die Friedrich-Ebert-Stiftung Singapur und die Konrad-Adenauer-Stiftung Asien zu weiteren Förderern der kulturellen Beziehung und Zusammenarbeit.
Von Seiten Singapurs hat sich die Singapore Student's Association of Germany (SSAG) herausgebildet, welche ein Netzwerk für singapurische Studenten in Deutschland anbietet und verschiedene Veranstaltungen organisiert, um die singapurische Kultur in Deutschland bekannt zu machen.

## Tourismus
Im Jahr 2014 verzeichnete Singapur insgesamt 149.205 Ankünfte deutscher Reisender, sowohl geschäftlich als auch privat. Dies ist ein Indiz für die stetig steigende Tourismusrate des Stadtstaats. Das Auswärtige Amt gibt keine besonderen Sicherheitsvorkehrungen für das Land, warnt jedoch vor den besonders strengen Vorschriften unter anderem bezüglich Drogenhandel und Drogenkonsum sowie Verschmutzungen jeglicher Art (Singapur gilt als die sauberste Stadt der Welt), welche bei Zuwiderhandlung mit hohen Geldstrafen oder gar Prügelstrafen geahndet werden. Singapurische Touristen brauchen kein Visum, um nach Deutschland einzureisen. Deutsche Touristen brauchen bei einem Aufenthalt unter 90 Tagen in Singapur auch kein Visum.

## Kultur
Aufgrund der stetig wachsenden deutschen Gemeinschaft in Singapur haben sich verschiedene Vereine herausgebildet. Einer der größten ist die German Association bzw. das Deutsche Haus, welches 150-jähriges Bestehen im Jahr 2006 feierte. Damit gilt es als die älteste europäische Vereinigung in Singapur, 1856 gegründet unter dem Namen Teutonia Club. Als Gegenstück dazu existiert in Deutschland seit dem Jahr 2006 der Singaporeans in Germany Club, welcher von der Singapurischen Botschaft in Deutschland offiziell anerkannt wurde.

## Weiterführende Literatur
- Dreis-Lampen, Barbara, ASEAN und die Europäische Union-Bestandsaufnahme und Neubewertung der interregionalen Beziehungen, Hamburg, 1998, ISBN 978-3-88910-195-2.
- Adam, Erfried, Vom mühsamen Geschäft der Demokratieförderung-Die internationale Entwicklungszusammenarbeit der Friedrich-Ebert-Stiftung, Bonn, 2012, ISBN 978-3-8012-0434-1.
- Gälli, Anton, Neue Wachstumsmärkte in Fernost-8 Länder auf der Schwelle zur Wirtschaftsmacht; Dokumentationsband zur internationalen Konferenz des Ifo-Instituts „Wachstumsmarkt Südostasien-Chancen und Risiken unternehmerischer Kooperation“ vom 19. bis 21. Oktober 1983 in München, München (u. a.), 1983, ISBN 3-8039-0279-7.